# Фторид лантана(III)
Фторид лантана(III) — бинарное неорганическое соединение, соль металла лантана и плавиковой кислоты с формулой LaF3, бесцветные кристаллы, не растворимые в воде, образует кристаллогидрат.

## Получение
- Действие фтора на металлический лантан:

{\displaystyle {\mathsf {2La+3F_{2}\ {\xrightarrow {100^{o}C}}\ 2LaF_{3}}}}
- Реакция плавиковой кислоты с металлическим лантаном, оксидом, гидроксидом или сульфидом лантана:

{\displaystyle {\mathsf {2La+6HF\ {\xrightarrow {}}\ 2LaF_{3}+3H_{2}}}}
{\displaystyle {\mathsf {La_{2}O_{3}+6HF\ {\xrightarrow {}}\ 2LaF_{3}+3H_{2}O}}}
{\displaystyle {\mathsf {La(OH)_{3}+3HF\ {\xrightarrow {}}\ LaF_{3}+3H_{2}O}}}
{\displaystyle {\mathsf {La_{2}S_{3}+6HF\ {\xrightarrow {}}\ 2LaF_{3}+3H_{2}S\uparrow }}}

## Физические свойства
Фторид лантана(III) образует бесцветные кристаллы
гексагональной сингонии, пространственная группа P 3c1, параметры ячейки a = 0,7186 нм, c = 0,7352 нм, Z = 6.
Не растворяется в воде.
Образует кристаллогидраты состава LaF3•½H2O.

## Химические свойства
- Безводную соль получают обезвоживанием кристаллогидрата фторидом аммония:

{\displaystyle {\mathsf {2LaF_{3}\cdot 1/2H_{2}O+2NH_{4}F\ {\xrightarrow {T}}\ 2LaF_{3}+2HF+2NH_{3}+H_{2}O}}}
- Реагирует с щелочами:

{\displaystyle {\mathsf {LaF_{3}+3NaOH\ {\xrightarrow {}}\ La(OH)_{3}+3NaF}}}
- Лантан вытесняется из фторида активными металлами:

{\displaystyle {\mathsf {2LaF_{3}+3Ca\ {\xrightarrow {T}}\ 2La+3CaF_{2}}}}

## Применение
- Применяют для получения лантана.